# Richard Groenendaal
Richard Groenendaal, (nacido el 13 de julio de 1971 en Bolduque, Países Bajos) es un ciclista neerlandés ya retirado que fue profesional de 1994 a 2009.
En la disciplina del ciclocrós ha sido campeón mundial élite en el año 2000. Tras su retirada se convirtió en director deportivo del conjunto Rabobank Development Team.

## Palmarés
| 1994 - Campeonato de los Países Bajos de Ciclocrós - 2º en el Campeonato Mundial de Ciclocrós 1995 - 2º en el Campeonato Mundial de Ciclocrós - 2º en el Campeonato de los Países Bajos de Ciclocrós 1996 - Campeonato de los Países Bajos de Ciclocrós 1997 - 2º en el Campeonato de los Países Bajos de Ciclocrós 1998 - Campeonato de los Países Bajos de Ciclocrós - Copa del Mundo de Ciclocrós - Superprestigio 2000 - Campeonato de los Países Bajos de Ciclocrós - Campeonato Mundial de Ciclocrós 2001 - Campeonato de los Países Bajos de Ciclocrós - Copa del Mundo de Ciclocrós - Superprestigio | 2002 - 2º en el Campeonato de los Países Bajos de Ciclocrós 2003 - Campeonato de los Países Bajos de Ciclocrós 2004 - Campeonato de los Países Bajos de Ciclocrós - Copa del Mundo de Ciclocrós 2005 - Campeonato de los Países Bajos de Ciclocrós 2006 - 2º en el Campeonato de los Países Bajos de Ciclocrós 2007 - 2º en el Campeonato de los Países Bajos de Ciclocrós 2008 - 3º en el Campeonato de los Países Bajos de Ciclocrós 2009 - 3º en el Campeonato de los Países Bajos de Ciclocrós |